# Stilistik
Stilistik är ett forskningsområde som har sitt ursprung i retorikens elocutio och som syftar till att normera och beskriva text. I vid bemärkelse avses såväl skriftspråk som talspråk och med skillnader vad beträffar ordförråd, grammatik och satsbyggnad och – beträffande talspråk – även uttal. Stilen är helt beroende av sammanhanget, situationen samt erfarenheten och utbildningen hos den eller de personer som är engagerade. Individens språkval är situationsbundna och måste förstås kontextuellt.